# Kompania graniczna KOP „Krzyżówka”
Kompania graniczna KOP „Krzyżówka” (wcześniej „Czyste”) – pododdział graniczny Korpusu Ochrony Pograniczapełniący służbę ochronną na granicy polsko-radzieckiej.

## Formowanie i zmiany organizacyjne
Na podstawie rozkazu szefa Sztabu Generalnego L. dz. 12044/O.de B./24 z 27 września 1924, w pierwszym etapie organizacji Korpusu Ochrony Pogranicza sformowano 7 batalion graniczny , a w jego składzie 5 kompanię graniczną KOP. W 1934 1 kompania graniczna KOP „Czyste” podlegała dowódcy batalionu KOP „Podświle”.
Potem przeniesiono dowództwo kompanii do Krzyżówki.
W listopadzie 1936 kompania liczyła 2 oficerów, 8 podoficerów, 4 nadterminowych i 82 żołnierzy służby zasadniczej.
W 1939 1 kompania graniczna KOP „Krzyżówka” podlegała nadal dowódcy batalionu KOP „Podświle”.

## Służba graniczna
Podstawową jednostką taktyczną Korpusu Ochrony Pogranicza przeznaczoną do pełnienia służby ochronnej był batalion graniczny. Odcinek batalionu dzielił się na pododcinki kompanii, a te z kolei na pododcinki strażnic, które były „zasadniczymi jednostkami pełniącymi służbę ochronną”, w sile półplutonu. Służba ochronna pełniona była systemem zmiennym, polegającym na stałym patrolowaniu strefy nadgranicznej i tyłowej, wystawianiu posterunków alarmowych, obserwacyjnych i kontrolnych stałych, patrolowaniu i organizowaniu zasadzek w miejscach rozpoznanych jako niebezpieczne, kontrolowaniu dokumentów i zatrzymywaniu osób podejrzanych, a także utrzymywaniu ścisłej łączności między oddziałami i władzami administracyjnymi. Miejscowość, w którym stacjonowała kompania graniczna, posiadała status garnizonu Korpusu Ochrony Pogranicza.
1 kompania graniczna „Czyste” w 1934 ochraniała odcinek granicy państwowej szerokości 29 kilometrów 640 metrów. Po stronie sowieckiej granicę ochraniały zastawy „Starosiele”, „Stodoliszcze” i „Czernica” z komendantury „Stodoliszcze” .
Wydarzenia
- W meldunku sytuacyjnym z 17 stycznia 1925 napisano:

15 stycznia 1925 o godz. 1.00 patrol KOP w folwarku Zaholek aresztował niejakiego Józefa Zymanowskiego, którego od dawna poszukiwała Policja Państwowa za kradzież koni i przemytnictwo. Przekazany został Policji Państwowej w Prozorokach.
Sąsiednie kompanie graniczne
- 3 kompania graniczna KOP „Dziwniki” ⇔ 4 kompania graniczna KOP „Dokszyce” – 1928[11], 1929[12], 1931[9] , 1932[13], 1934[14], 1938[15]

## Struktura organizacyjna
Strażnice kompanii w latach 1928 – 1929
- strażnica KOP „Kamienny Wóz”
- strażnica KOP „Lipowo”
- strażnica KOP „Hornowo Wierciński”[c]
- strażnica KOP „Hornowo Bartkiewicz”
- strażnica KOP „Trościanica”

Strażnice kompanii w latach 1931 – 1934 
- strażnica KOP „Lipowo”
- strażnica KOP „Hornowo Wiercińskie”[e]
- strażnica KOP „Hornowo Bartkiewicz”[f]
- (20)[19] strażnica KOP „Trościanica”[g]

Strażnice kompanii w 1938
- strażnica KOP „Hornowo Wiercińskie”
- strażnica KOP „Trościanica”

Organizacja kompanii 17 września 1939:
- dowództwo kompanii
- 1 strażnica KOP „Hornowo Wiercińskie”[h]
- 2 strażnica KOP „Trościanica”[i]

## Dowódcy kompanii
- por. Władysław Nowakowski (był 30 IX 1928 − 10 X 1929) → zawieszony w czynnościach służbowych[23]
- p.o. por. Piotr Zdunek (10 X 1929 − 15 XI 1929)[24]
- por. Władysław Nowakowski (15 XI 1929 − 25 I 1930) → zawieszony w czynnościach służbowych[25]
- p.o. por. Piotr Zdunek (25 I 1930 − 31 III 1930)[26]
- kpt. Belestyn Latawiec (31 III 1930 −14 VI 1930)[27]
- w.z. por. Włodzimierz Pasiecznicki (11 VI 1930 − 30 IX 1930)[28]
- por. / kpt. Paweł Staroń (30 IX 1930 −)[28]
- kpt. Jan Wilczak (był 31 X 1932 −)[29]